# Фува (Египет)
Фува (араб. فوه‎) — город на севере Египта, расположенный на территории мухафазы Кафр-эш-Шейх.

## Географическое положение
Город находится в западной части мухафазы, в северной части дельты Нила, на правом берегу рукава Рашид, на расстоянии приблизительно 36 километров к западу-северо-западу (WNW) от Кафр-эш-Шейха, административного центра провинции. Абсолютная высота — 16 метров над уровнем моря.

## Демография
По данным переписи 2006 года численность населения Фувы составляла 63 175 человек.
Динамика численности населения города по годам:
| 1996   | 2006   |
| ------ | ------ |
| 54 420 | 63 175 |

## Транспорт
Ближайший аэропорт расположен в городе Эр-Рахмания, на расстоянии 11 километров к югу от Фувы.